# Igen (folyóirat)
Az Igen folyóirat 1989. április 28-án indult, mint „a katolikus fiatalok lapja”. Kezdetben kéthetente, 1995-től havonta jelent meg. A lap alapító-főszerkesztője Czakó Gábor, kiadója az IGEN Katolikus Kulturális Egyesület volt. 2010-ben jelent meg utoljára.  
A lap nyilvántartási száma: HU ISSN 0864-8557
A lap köré „Igen az életre, Igen a hitre” néven mozgalom szerveződött a pornográfia, az erőszakkultusz és az abortusz ellen.
Az Igen online változata 2004-ben indult.

## Az Igen főszerkesztői
- 1989–1991 – Czakó Gábor
- 1991–1999 – Huszthy Ádám
- 1999–2006 – B. Petőfi Ágnes
- 2007 – Krómer István
- 2008–2010 – Réti László

## Az Igen munkatársai voltak
A papíron megjelent folyóirat munkatársai a következők voltak:
- Baják Gábor
- Bánfalvi Németh Andrea
- Blanckenstein Miklós
- Csányi Tamás (tördelő)
- Hajnal Géza
- Hegedűs Ferenc
- Horánszky Anna
- Huszthy Ádám
- Késmárki Zsolt
- Maróti Erika
- Nobilis Márió
- Réti Gábor
- Szőnyi Szilárd

## Az online kiadás
- Az Igen katolikus folyóirat online elérhető változata 2004-ben indult.